# 2009年朝鲜核试验

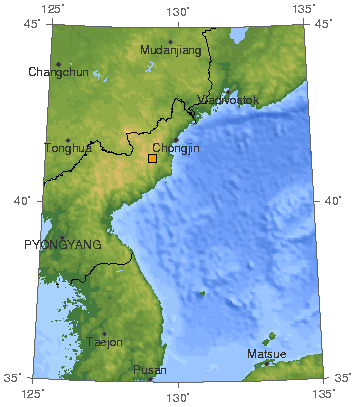
2009年北韓核試地點

2009年朝鮮核試驗，是朝鲜民主主义人民共和国在咸鏡北道吉州郡的地下設施內進行的第二次核試驗，據悉試爆發生於當地時間2009年5月25日大約上午9時50分（UTC +9）。試爆地點位於金策市東北75公里，距離2006年北韓核試地點北方數公里。據南韓估計此次爆炸當量達到1,000至20,000噸TNT炸藥。北韓並於25日發射了3枚射程130公里的地對空導彈，26日發射3枚短程導彈。

## 背景
2009年4月29日，北韓外务省发言人发表声明称，如果联合国安理会不就“侵犯朝鲜自主权的行动”“赔礼道歉”，朝鲜将会再次进行核试验和试射洲际导弹。朝鲜中央通讯社在当日的报道中称朝鲜将会建设轻水反应堆。

## 经过

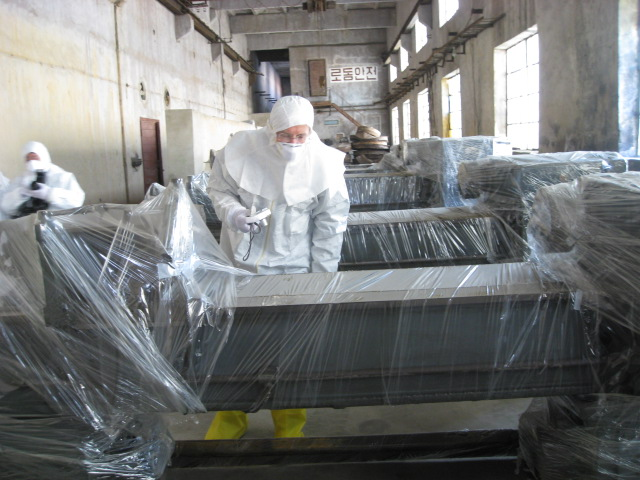
2008年北韓曾同意美國專家檢查寧邊核研究站

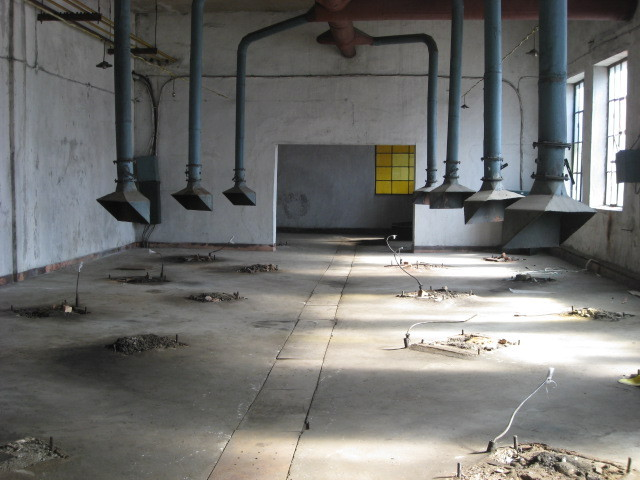
2008年展示的寧邊研究室已清空畫面

据报道，韩国与日本于5月25日09:50 KST (00:50 UTC)检测到了地震。朝鲜地下核试验引发了4.5级地震。核试验地点距离中国吉林省延边朝鲜族自治州延吉市180公里，延边各县市均有震感。延边州紧急疏散了在校学生。韩国股市下跌了3.97%。

### 放射性物质检测
2009年6月全面禁止核试验条约组织(CTBTO)宣布，其遍布全球的40家采样站未检测出5月25日核爆炸产生的放射性核素。 美国宣布在日本海高空飞行的侦察机未能发现核爆炸产生的放射性物质。韩国官方也称未采集到核爆后物质。可能的原因是地下核爆炸选择了适当的围岩、足够的深度、密闭施工足够好，所以爆后产生的气体未能泄露至大气层。

## 國際反應

### 國際組織
- 联合国：日本駐聯合國大使高須幸雄 （Yukio Takasu），在北韓宣稱完成核子試爆後要求召開聯合國安理會緊急集會[9]。應日本要求，聯合國安理會25日當天下午就北韓核試驗問題召開緊急會議，對北韓此舉表示「強烈反對和譴責」[10]。
- 欧洲联盟：歐洲聯盟主管外交政策最高代表索拉納(Javier Solana)，將北韓核子試爆視為「不負責任的行為」，並且呼籲國際社會對這種威脅東北亞的區域和平與安全的行為作出嚴厲回應[11]。歐盟輪值主席國捷克外長揚‧科侯夫25日發表聲明，譴責朝鮮進行核試驗[12]。

### 六方會談國家
- 稱試爆成功。[1]
- 總統李明博召開緊急內閣會議因應危機。韓國正式宣布加入防擴散安全倡議。
- 日本表示北韓違反聯合國安理會1718號決議，要求聯合國安理會緊急因應，並考慮提昇日本對北韓的抵制。
- 中华人民共和国外交部發表聲明，對朝鮮再次進行核試驗表示堅決反對，同時希望有關各方冷靜妥善應對，用對話方式和平解決問題[13]。
- 俄羅斯外交部長表示這次北韓核試違反聯合國安理會1718號決議。
- 美国總統歐巴馬譴責平壤的“核项目和弹道导弹项目对世界的和平与安全构成严重威胁”。[14][15]

### 其他國家
除了伊朗表示這是北韓的內政外，阿根廷、澳大利亞、保加利亞、加拿大、哥倫比亞、希臘、法國、德國、冰島、墨西哥、挪威、土耳其、英國一致譴責北韓核子試爆。
巴西希望北韓回到不擴散核武器條約，並回到朝鮮半島去核化的談判。印度表示北韓核子試爆是全世界關心的大事，並表示印度反對核擴散。印尼表示遺憾。以色列表示事態嚴重並影響中東地區，並呼籲國際社會作出顯示反核決心的行動以嚇阻其他野心國家。波蘭認為這次核試違反聯合國安理會1718號決議，對朝鮮半島與東北亞的安全有負面的影響。紐西蘭表示憂慮。南非表示不能接受。瑞典認為這是北韓對國際社會的挑釁，大家應該警惕。

## 後續發展

### 發射飛彈
韓國軍方25日當地時間12時許觀測到北韓在咸鏡北道花坮郡舞水端里發射了1枚短程地對空導彈。同日17時，北韓再次江原道元山發射2枚地對空導彈。3枚導彈射程均為130公里。後來又更正共發射為2枚導彈。
北韓又於26日下午朝咸鏡南道咸興市附近的東海（日本海）海域發射2枚短程導彈。他們分別是射程達130公里的短程地對空和地對艦導彈。据韩国联合通讯社报道，朝鲜26日发射两枚短程导弹后又发射一枚导弹。韩媒称朝鲜29日又在咸鏡北道花坮郡舞水端里發射1枚新型地对空短程导弹。

### 局勢緊張
韓國26日正式宣布加入防擴散安全倡議，成為第95個加入的國家。北韓認為，這是“李明博匪徒集团盲从美国的要求”，采取强硬姿態，在5月27日由朝鲜人民军板门店代表部發表如下聲明：

- 一、依照已经向全世界宣布的声明，我国革命武装力量将把李明博匪徒集团对“防止大量杀伤武器扩散计划”的“全面参与”看做对我们的宣战。据此，将把包括对我国和平船舶的管制和搜查行为在内的任何细小的敌对行为都看做是对我们共和国主权的不可容许的侵犯，实施严厉的军事打击加以应对。
- 二、美国现任执政者为反朝扼杀活动所丧心病狂，否定国际法和停战协定还嫌不够，连签订协定的当事者的责任都抛弃，终于将南朝鲜傀儡拉进了“防止大量杀伤武器扩散计划”，在这种情况下，我国军队再也不会受停战协定的约束。
- 三、作为当务之急，对位于朝鲜西海的我国海上军事分界线西北领海的南方五个岛屿（白翎岛、大青岛、小青岛、延坪岛、隅岛）的法律地位及其周边地区行驶的美国侵略军和傀儡海军军舰及其他船只的安全航行不能做担保。 

声明同时说，如果有人胆敢向朝鲜发起挑衅，必将受到朝鲜的“无情惩罚”。这些惩罚“将是超越想象的”。 

### 聯合國安理會第1874號決議
6月12日，聯合國安理會通過第1874號決議，該決議依據《聯合國憲章》第七章對威脅國際和平與安全的行為規定，對北韓進行核子試爆，提出進一步的經濟制裁，加強管制北韓除輕型武器以外的武器進出口，並授權各國可攔檢北韓的可疑船隻及貨物，並要求朝鮮今後不再進行核試驗或使用彈道飛彈技術進行任何發射。
北韓則回應會繼續強化核彈製造計劃，並警告朝鮮半島可能會爆發核戰。 

## 美国韩国总统会晤
韩国总统李明博已启程前往华盛顿，他同美国总统奥巴马会谈的重点将是北韩的核威胁。星期一在离开首尔前，李明博在广播讲话中誓言将与奥巴马总统在双方的安全和经济增长问题上共同努力。
韩国总统李明博星期一晚些时候抵达华盛顿后，将与包括国务卿希拉里.克林顿和国防部长罗伯特.盖茨在内的美国高级官员举行会谈。李明博星期二与奥巴马总统的会晤将是他们之间的第一次正式高峰会议。会谈将集中讨论北韩问题和美国的安全保障。

所谓的重要声明可能包括更明确的安全保证。这种保证经常以美国为韩国提供的核保护伞的形式出现。韩国媒体的报导援引不具名的韩国政府的官员的话说，李明博将谋求美国以书面方式保证向韩国提供“扩大的核保护”。
北韩官方报纸劳动新闻星期一抨击韩国，说韩国谋求美国的保证，并把这称为“不可饶恕的罪行”，说韩国的目的是挑起第二次朝鲜战争，并在战争中使用核武器。